# آلدبر

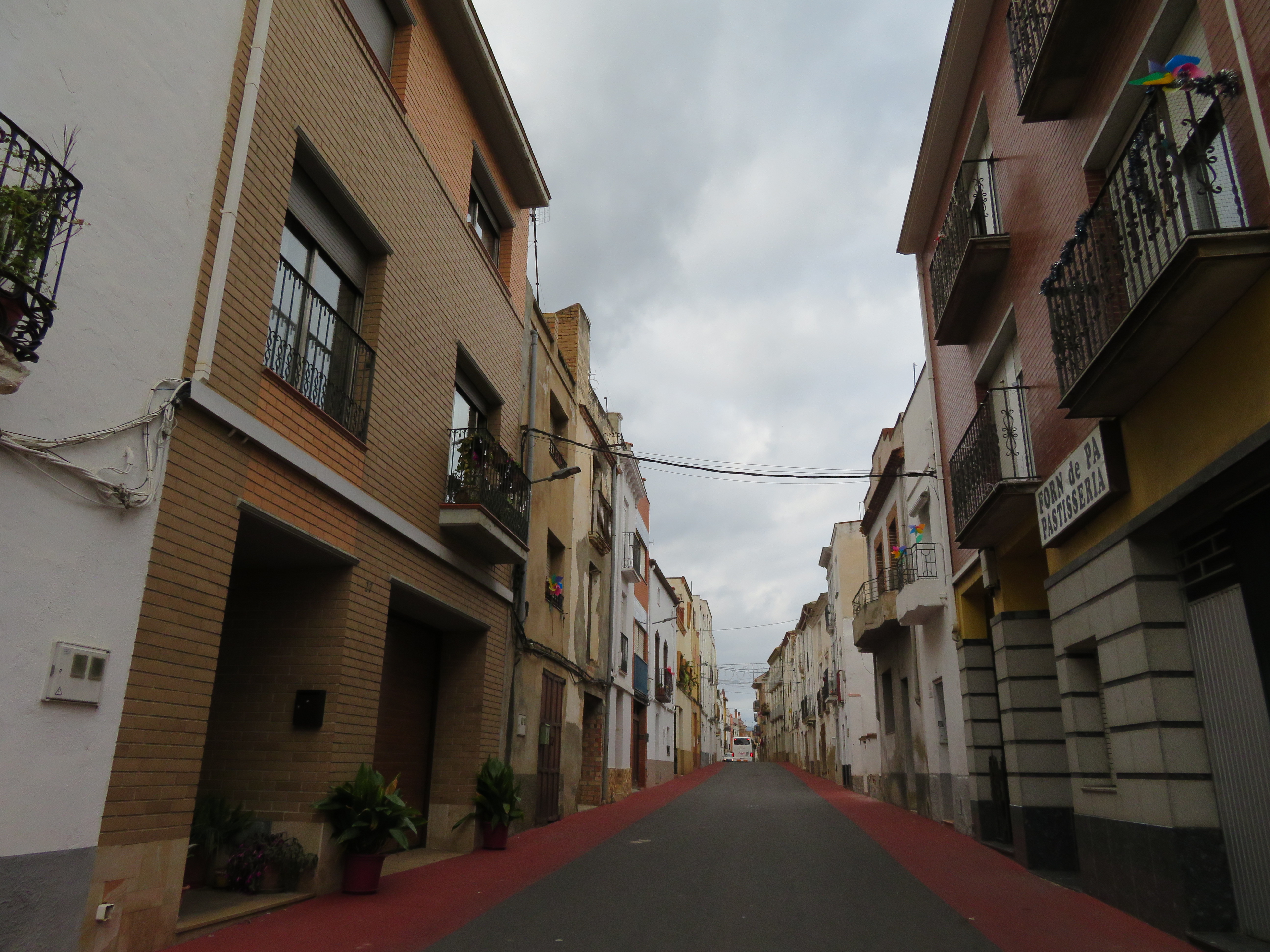
آلدبر

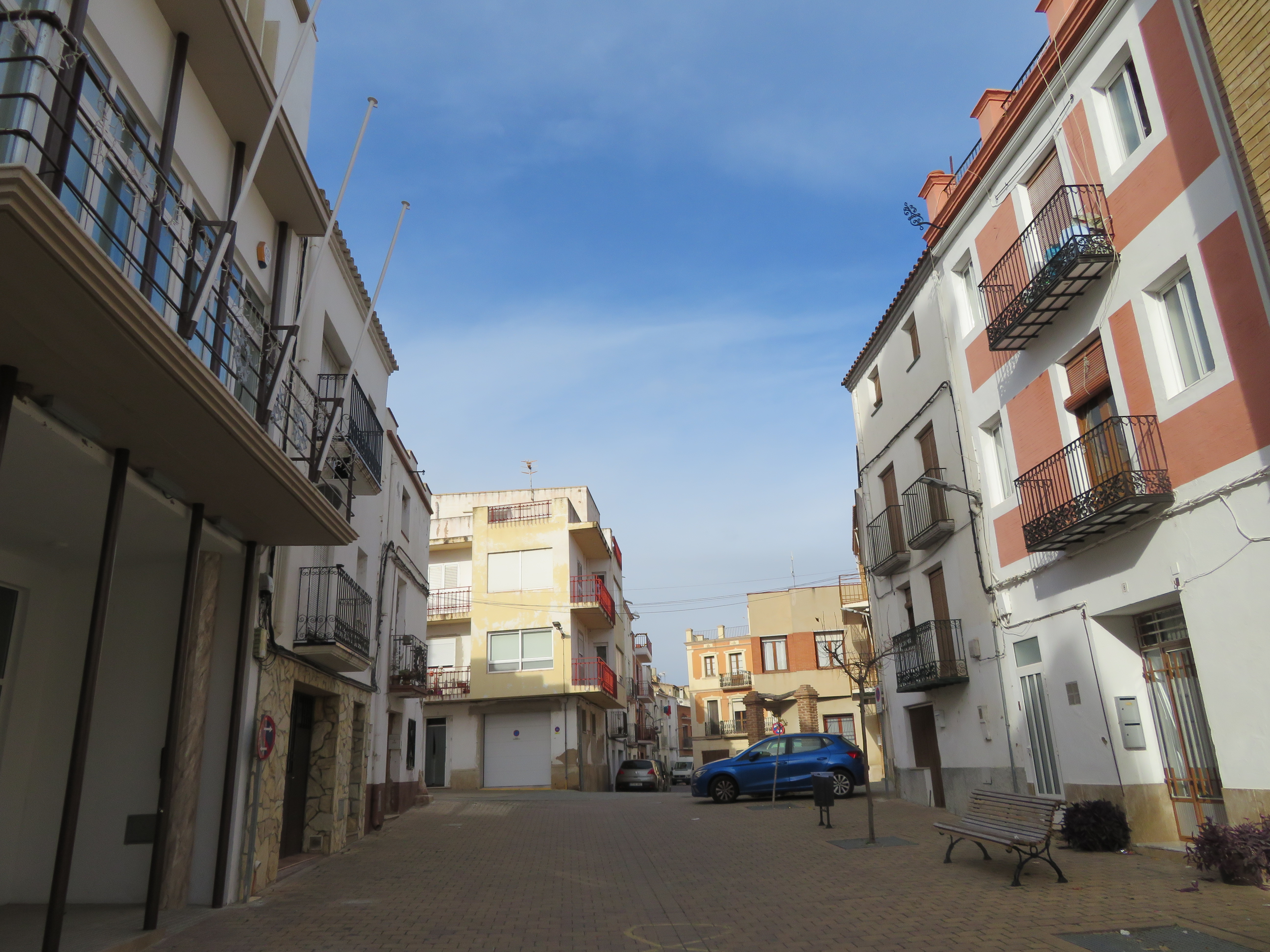
آلدبر

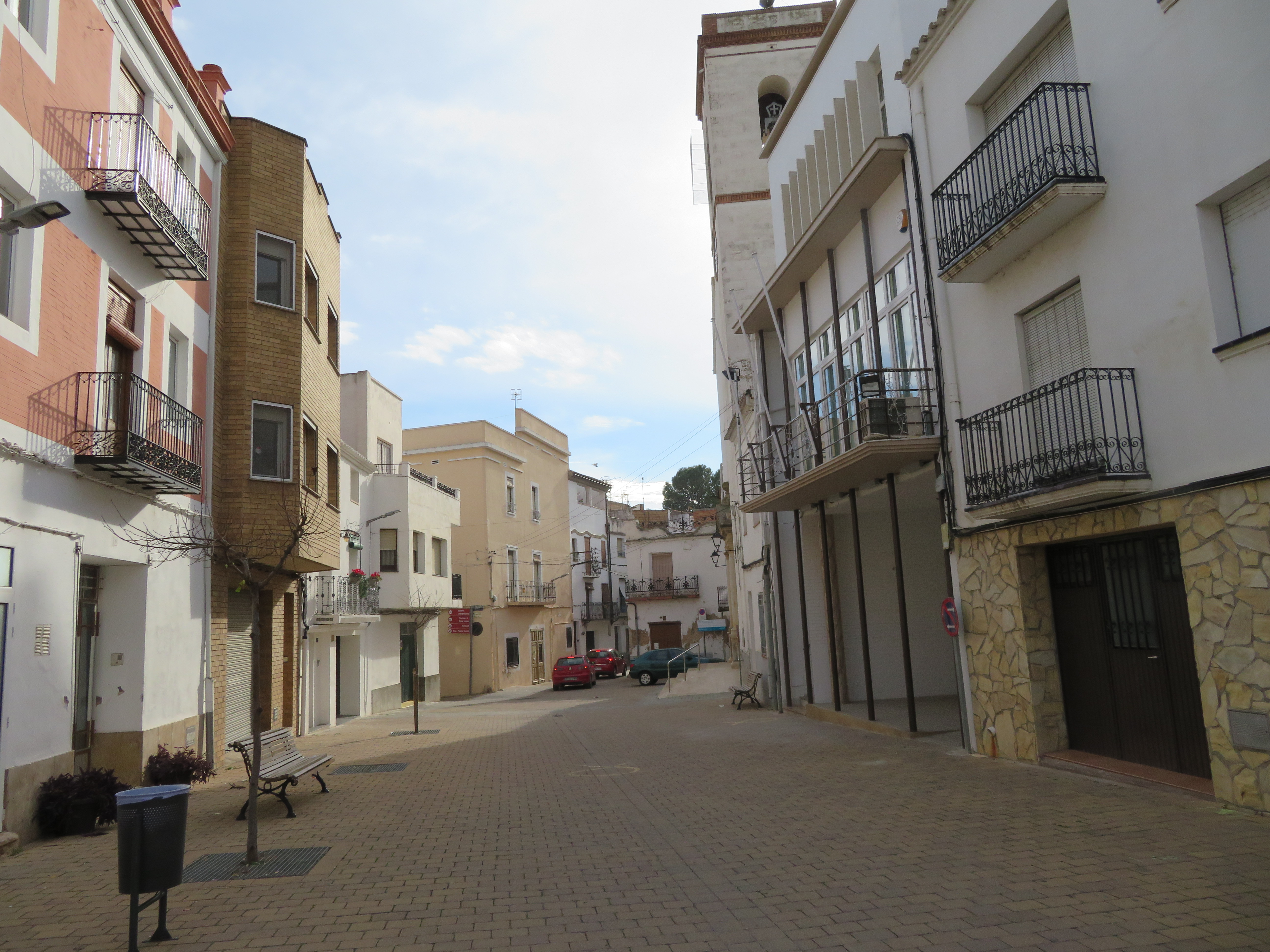
آلدبر

آلدبر (به اسپانیایی: Aldover) یک شهرستان در اسپانیا است که در استان تاراگونا واقع شده‌است.

## خصوصیات
آلدبر ۱۹٫۲۴ کیلومترمربع مساحت و ۹۸۴ نفر جمعیت دارد و ۱۴ متر بالاتر از سطح دریا واقع شده‌است.